# Johann Heinrich Heim
Johann Heinrich Heim (Gais, 16 novembre 1802 – Gais, 22 dicembre 1876) è stato un medico e politico svizzero.

## Biografia
Figlio di Samuel Heim, frequentò le scuole elementari a Gais, l'istituto privato Schneider ad Altstätten e le scuole superiori a Bienne e compì studi di teologia a Zurigo e Tubinga. Dopo essere stato ferito durante un duello, decise di cambiare facoltà e di studiare medicina a Tubinga, Würzburg e Parigi, ottenendo il dottorato nel 1824. Titolare di uno studio medico a Gais a partire dal 1825, si adoperò senza sosta a favore della locale stazione di cure al siero di latte. Nel 1827 partecipò alla fondazione della Società dei medici appenzellesi. Nello stesso anno sposò Anna Ursula Schläpfer, figlia di Jakob Schläpfer.
A livello politico dal 1833 al 1834 e dal 1845-1848 fu sindaco di Gais e membro del Gran Consiglio, e allo stesso tempo Vicelandamano dal 1844 al 1845. Fu anche alfiere dal 1834 al 1839, e capitano dal 1839 al 1844 e dal 1848 al 1853. Deputato al Consiglio nazionale dal 1848 al 1851, si schierò nelle file della sinistra. Fra i principali iniziatori della revisione del Codice (Landbuch) di Appenzello Esterno negli anni 1830-40, promosse altre riforme: nel 1831 sostenne la libertà di domicilio per i cattolici nel cantone. Si batté inoltre affinché le procedure penali diventassero più umane e per l'abolizione della pena di morte.
La sua difesa coerente, quasi dottrinaria, delle idee liberali gli procurò numerosi rivali, pregiudicando la sua rielezione all'esecutivo cantonale di Appenzello Esterno nel 1845. Sul piano nazionale si distinse come rappresentante federale per la ricostituzione del canton Svitto dopo la guerra del Sonderbund. Il suo graduale ritiro dalla politica tra il 1851 e il 1853 fu motivato da ragioni professionali.